# جامعة كانساس
جامعة كانساس، هي جامعة بحثية عامة يقع الحرم الرئيسي لها في لورانس، كانساس، الولايات المتحدة. تضم الجامعة فرعين في منطقة مترو كانساس سيتي على الجانب الكنسي: كلية الطب والمستشفى في كانساس سيتي، وكان فرع إدواردز في أوفرلاند بارك. كما يوجد لها مواقع تعليمية وبحثية في مدن غاردن سيتي، هايز، ليفنوورث، بارسونز، وتوبيكا، بالإضافة إلى مركز تعليم زراعي في شمال مقاطعة دوغلاس الريفية، وفروع لكلية الطب في سالينا وويتشيتا. الجامعة عضو في رابطة الجامعات الأمريكية وتصنف ضمن جامعات الدكتوراه ذات النشاط البحثي العالي جدًا (R1).
تأسست الجامعة في 21 مارس 1865، وافتتحت في عام 1866 بموجب ميثاق من الهيئة التشريعية لولاية كانساس في 1864، والتشريعات التي أُقرت في 1863 بموجب الدستور الولائي، الذي تم تبنيه بعد عامين من قبول كانساس كولاية رقم 34 في الاتحاد عام 1861.
اعتبارًا من خريف 2022، بلغ عدد الطلاب المسجلين في حرم لورانس وإدواردز 23,872 طالبًا، بالإضافة إلى 2,836 طالبًا في مركز جامعة كانساس الطبي، ليصل العدد الإجمالي إلى 26,708 طلاب عبر الثلاثة حُرُم. كما وظفت الجامعة، بما في ذلك مركز الطب، 3,196 من أعضاء هيئة التدريس والموظفين الأكاديميين في خريف 2022.
تتنافس فرق جامعة كانساس الرياضية في الدوري الوطني للرياضات الجامعية من الدرجة الأولى تحت اسم “جايهوكس” (Jayhawks) كأعضاء في مؤتمر الـ Big 12. وتضم الجامعة 16 رياضة رسمية، بالإضافة إلى رياضات على مستوى الأندية مثل الهوكي على الجليد، الرجبي، الكرة الطائرة للرجال، كرة القدم، كرة السلة، تسلق الصخور، الترياتلون، العدو الريفي، ألعاب القوى، السباحة، البيكلبول، تنس الطاولة، والتزلج على الماء.

## مشاهير الخريجين
- فيرنون سميث، عالم اقتصاد أمريكي.
- تشو تشونغه، عالم أحفوريات صيني.